# Comuna Ivanivka, Arbuzînka
Ivanivka (în ucraineană Іванівка) este o comună în raionul Arbuzînka, regiunea Mîkolaiiv, Ucraina, formată din satele Ivanivka (reședința) și Pankratove.

## Demografie
Componența lingvistică a comunei Ivanivka
     Ucraineană (95,87%)
     Rusă (3,42%)
     Alte limbi (0,7%)
Conform recensământului din 2001, majoritatea populației comunei Ivanivka era vorbitoare de ucraineană (95,87%), existând în minoritate și vorbitori de rusă (3,42%).